# Adinda travancorensis
Adinda travancorensis là một loài chân đều trong họ Scleropactidae. Loài này được Stebbing miêu tả khoa học năm 1911.